# ملعب الزوراء
ملعب الزوراء هو ملعب كرة قدم في حي الشالجية في بغداد في العراق. افتتح في عام 1978 وهو الملعب الرسمي لنادي الزوراء. كان يتسع سابقاً لـ 4,000 متفرج وفي عام 2011 هُدمَ من أجل إعادة بنائه بحجم أكبر، بمقاولة من شركة إيرانية واستمرت فترة البناء عشر سنوات حتى افتتحَ يوم 15 شباط سنة 2022. أقيمت أول مباراة بعد تجديده بين فريقي الزوراء وفريق الديوانية ضمن الجولة الحادية والعشرين من الدوري الممتاز لكرة القدم.